# World Federation of Democratic Youth
World Federation of Democratic Youth (forkortet WFDY) er en venstreorienteret verdensungdomsorganisation, anerkendt af FN som en ikke-statslig ungdomsorganisation. Organisationen beskriver sig selv med en anti-imperialistisk, progressiv og demokratisk politisk profil.
Organisationen har over 160 medlemsorganisationer fra mere end 100 lande og repræsenterer 300 millioner unge. Organisationen beskriver sig selv med en anti-imperialistisk, progressiv og demokratisk politisk profil

## Historie
WFDY blev dannet i London den 10. november 1945 på Verdensungdomskonferencen. Først var organisationen en bred international ungdomsorganisation lige efter Anden Verdenskrigs afslutning. Ved starten på den kolde krig trak de fleste vestlige organisationer sig ud på grund af organisationens forbindelser med Sovjetunionen.
Organisationen anses for at være efterfølger til Young Communist International.
Siden 1947 har WFDY arrangeret Verdensungdomsfestivalen.

## Organisation
Hovedkontoret for organisationen ligger i Budapest. Organisationens formål er, at bekæmpe fascisme, militarisme og racisme, samt arbejder for at at skabe fred og international solidaritet. DUV's officielle sprog er engelsk, spansk og fransk. Medlemsorganisationerne er stort set alle kommunistisk eller socialistisk orienterede.
Efter den kolde krigs afslutning var der en tid interne stridigheder om hvordan organisationen skulle have sin struktur, nogen ønskede en mere upolitisk struktur, mens andre ville beholde organisationens venstreorienterede profil. Organisationen holdt fast i den venstreorienterede profil og arrangerer stadigt i dag med jævne mellemrum Verdensungdomsfestivalen.

## FN
WFDY har højeste rådgivende status (ECOSOC General Consultative Status) hos FN's økonomiske og sociale råd.

## Danmark
I Danmark var DKU medlem inden sin opløsning i 1990. Den nye organisation ved navn DKU, blev i 2015 optaget som fuldt medlem af WFDY på paraplyorganisationens 19. generalforsamling i Havana.[kilde mangler]

## Hymne
DUV har en uofficiel hymne, der er oversat til mange sprog. På dansk, "Verdensungdomssangen", er den indspillet på LP'en Revolutionære Sange (1972) af musikgruppen DKU-noder.

## Noteapparat